# Graham Johnson
Graham Johnson   (Bulawayo, 10 de juliol de 1950) és un pianista clàssic britànic i acompanyant de Lieder.

## Honors
- Johnson va ser creat Oficial de l'Ordre de l'Imperi Britànic (OBE) a la llista de 1994 amb honors d'aniversari.[14] Va ser l'instrumentista de l'any de la Royal Philharmonic Society. El juny del 2000 va ser elegit membre de la Reial Acadèmia de Música de Suècia. El 2002 va ser creat Chevalier a l'Ordre de les Arts i les Lletres pel govern francès. El 2010 se li va concedir la condició d'Honor a la Royal Philharmonic Society.[15]

Entre els seus enregistraments s'inclouen el premi vocal Gramophone en solitari el 1989 (amb Dame Janet Baker), el 1996 ("Die schöne Mullerin" amb Ian Bostridge), el 1997 (per la inauguració de la sèrie Robert Schumann amb Christine Schäfer) i el 2001 (amb Magdalena Kožená).
El febrer de 2013, Graham Johnson va rebre una cita especial i una medalla del "Jerusalem Music Center" de Jerusalem, Israel, on també va impartir classes magistrals d'acompanyament de piano i va participar en diversos concerts de Lieder de Franz Schubert.